# Phrygionis modesta
Phrygionis modesta là một loài bướm đêm trong họ Geometridae.